# Санкт Бернхард (Тирингија)
Санкт Бернхард (њем. St. Bernhard) општина је у њемачкој савезној држави Тирингија. Једно је од 43 општинска средишта округа Хилдбургхаузен. Према процјени из 2010. у општини је живјело 275 становника. Посједује регионалну шифру (AGS) 16069047.

## Географски и демографски подаци
Санкт Бернхард се налази у савезној држави Тирингија у округу Хилдбургхаузен. Општина се налази на надморској висини од 480 метара. Површина општине износи 7,4 km². У самом мјесту је, према процјени из 2010. године, живјело 275 становника. Просјечна густина становништва износи 37 становника/km².